# Drakhtic
Drakhtic (in armeno Դրախտիկ?, in passato) è un comune dell'Armenia di 912 abitanti (2009) della provincia di Gegharkunik.